# National Cowboy & Western Heritage Museum
Le National Cowboy & Western Heritage Museum est un musée situé à Oklahoma City, dans l'Oklahoma, aux États-Unis, qui abrite plus de 28 000 œuvres d'art et artefacts occidentaux et amérindiens. L'établissement possède également la plus vaste collection au monde de photographies de rodéo américain, de fils de fer barbelés, de sellerie et de premiers trophées de rodéo. Les collections des musées se concentrent sur la préservation et l'interprétation du patrimoine de l'Ouest américain. Le musée devient une galerie d'art lors de l'exposition et de la vente annuelles d'art sur invitation du Prix de West, chaque mois de juin. Les Prix de West Artists vendent des œuvres d'art originales pour récolter des fonds pour le musée.

## Histoire
Le musée a été créé en 1955 sous le nom de Cowboy Hall of Fame and Museum, à partir d'une idée proposée par Chester A. Reynolds, pour honorer le cow-boy et son époque. Plus tard la même année, le nom a été changé pour devenir le National Cowboy Hall of Fame and Museum. En 1960, le nom fut à nouveau changé pour devenir National Cowboy Hall of Fame et Western Heritage Center. L' American Alliance of Museums a accordé au musée une accréditation complète en 2000, date à laquelle il a pris son nom actuel.
Pour entretenir la mémoire du fondateur, le musée décerne le Chester A. Reynolds Memorial Award. Ce prix est décerné à une personne ou une institution contribuant à la préservation de l'histoire et du patrimoine de l'Ouest américain.

## Expositions

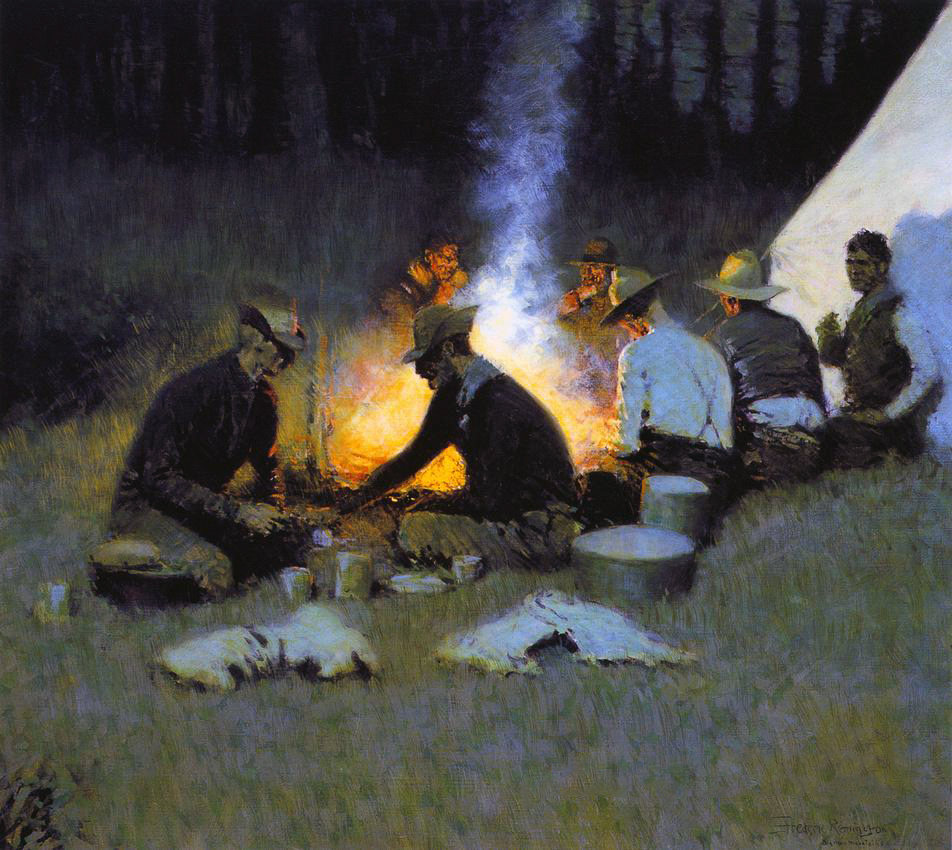
Le Souper des chasseurs (détail) par Frederic Remington, vers 1909.

Le musée s'étend sur plus de 19 000 m2 d'espace d'exposition. La collection du musée comprend plus de 2 000 œuvres d'art occidental, le "William S. and Ann Atherton Art of the American West Gallery". L'espace d'exposition de 1 400 m2 contient des paysages, des portraits, des natures mortes et des sculptures d'artistes des XIXe et XXe siècles. Ses plus de 200 œuvres de Charles Marion Russell, Frederic Remington, Albert Bierstadt, Solon Borglum, Thurmond Restuettenhall, Robert Lougheed, Charles Schreyvogel et d'autres premiers artistes mènent à la collection du musée d'art contemporain occidental créée au cours des 30 dernières années par des lauréats du Prix West. Le premier gagnant était une grande huile de Clark Hulings, "Grand Canyon - Kaibob Trail", sur un attelage de mules traversant à peine un sentier du Grand Canyon dans la neige épaisse de l'hiver. La collection comprend également plus de 700 pièces d' Edward S. Curtis et plus de 350 de Joe De Yong, ainsi que la grande sculpture en plâtre de End of the Trail de James Earle Fraser.
Les galeries historiques comprennent l'American Cowboy Gallery, un regard sur la vie et les traditions d'un cow-boy qui travaillait et sur l'histoire de l'élevage ; l'American Rodeo Gallery, inspirée d'une arène de rodéo des années 1950, offre un aperçu du sport indigène américain ; le musée Joe Grandee de la Frontier West Gallery expose plus de 4 500 artefacts ayant appartenu à l'artiste occidental Joe Grandee ; la Native American Gallery se concentre sur les embellissements que les tribus occidentales ont apportés à leurs objets quotidiens pour refléter leurs croyances et leur histoire ; la Weitzenhoffer Gallery of Fine American Firearms abrite plus de 100 exemples d'armes à feu de Colt, Remington, Smith & Wesson, Sharps, Winchester, Marlin et Parker Brothers.
Le musée abrite également Prosperity Junction, une reconstitution d'une authentique ville des Prairies occidentales du début du siècle sur une surface de 1 300 m2. Les visiteurs peuvent se promener dans les rues, jeter un coup d’œil dans certaines vitrines des magasins, écouter des pianos mécaniques anciens et pénétrer dans certains des bâtiments entièrement meublés. La ville s'anime avec des personnages historiques une fois par an lors de la journée portes ouvertes annuelle du musée, « A Night Before Christmas ».
Le musée abrite également un musée interactif pour enfants intitulé Liichokoshkomo'. Faisant ses débuts au musée en 2020, cet espace extérieur, signifiant « jouons » propose un apprentissage pratique grâce à des jeux ciblés et à des activités, comme esquiver un geyser, moudre du maïs et charger un wagon pionnier.

En septembre 2022, il a été annoncé que l'American Rodeo Gallery du musée abriterait le Professional Bull Riders Hall of Fame. Il ouvrira début 2024.

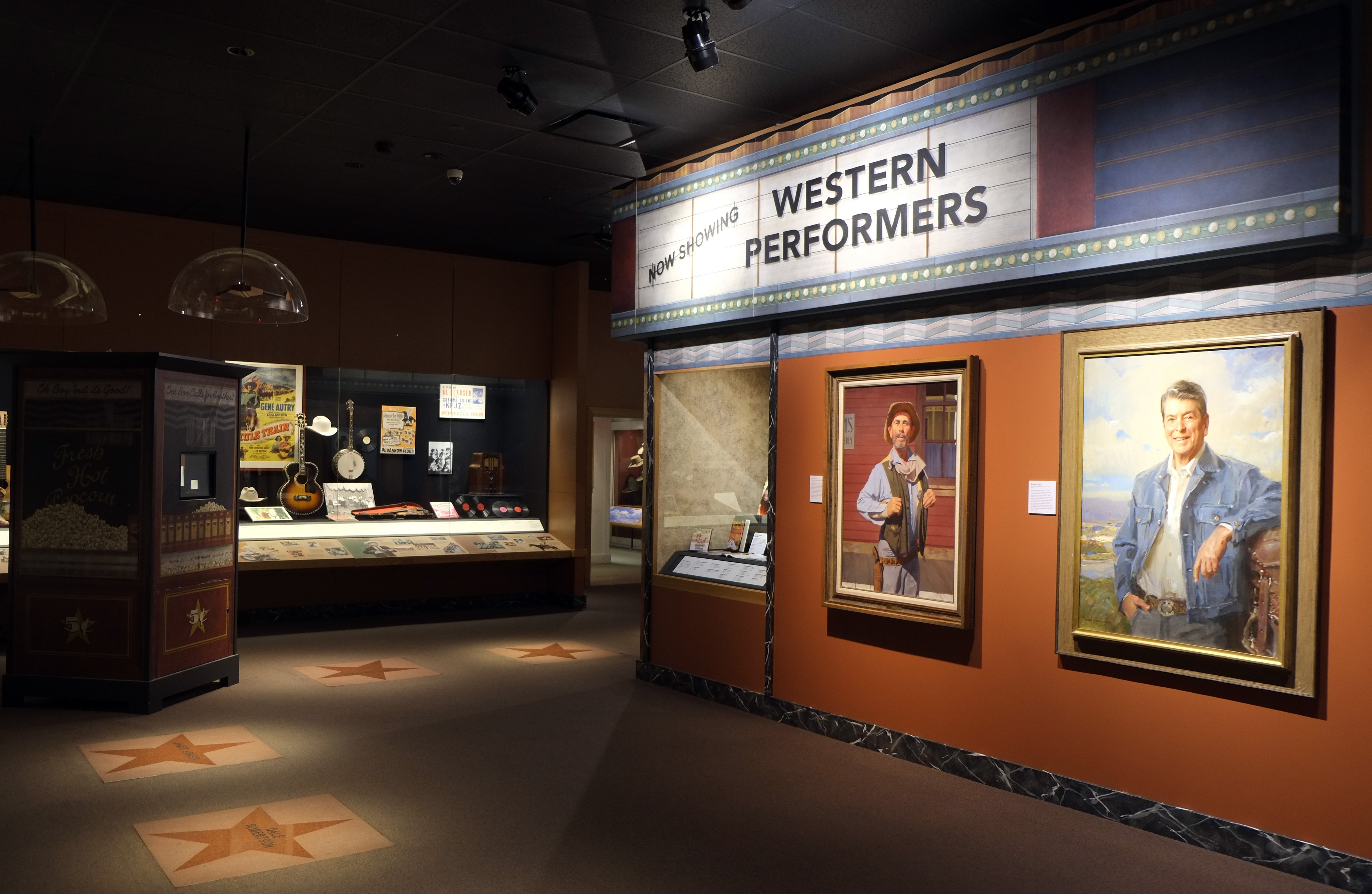
Galerie consacrées aux acteurs de westerns.
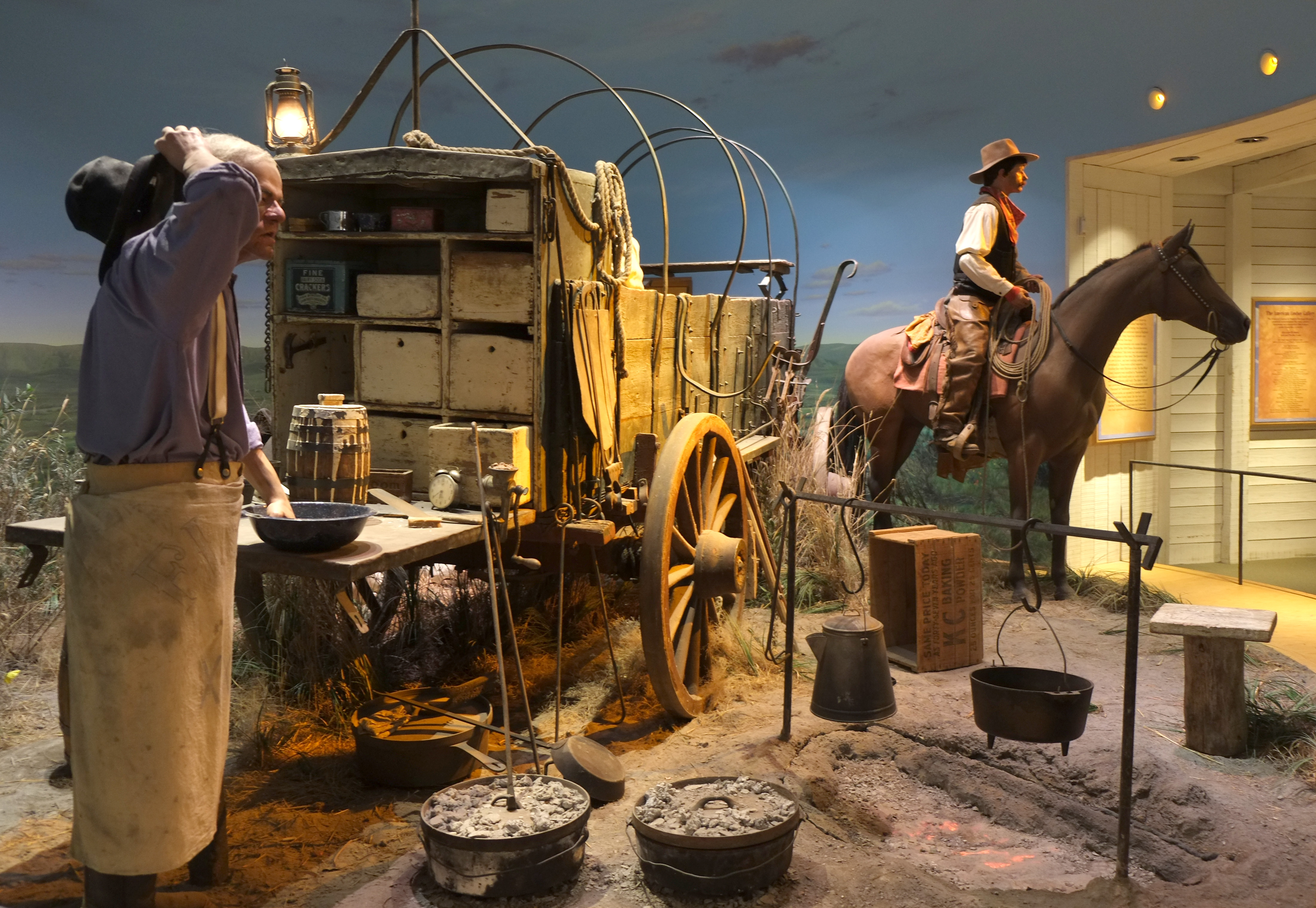
Reconstitution et mise en scène d'un campement de cow-boy.
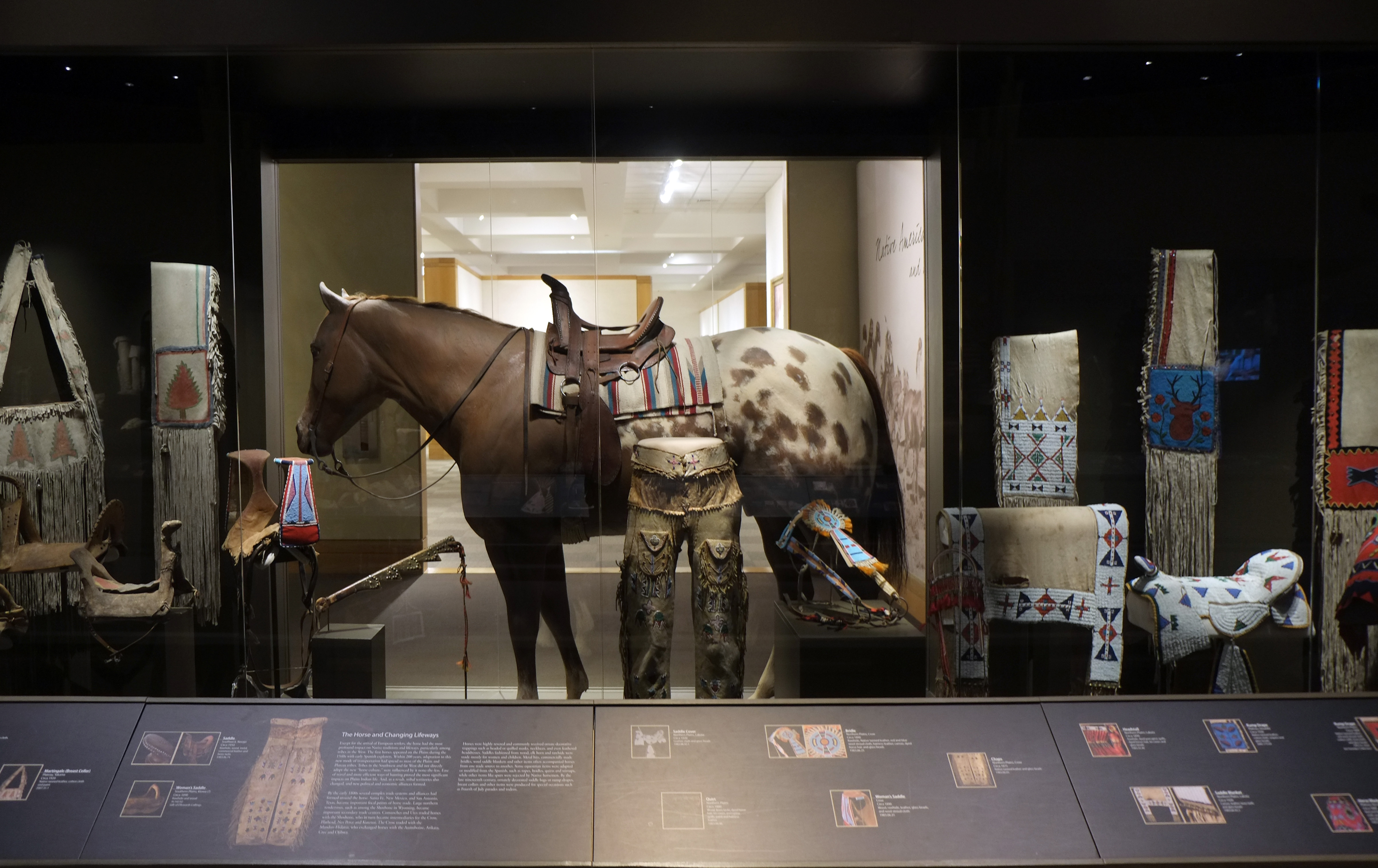
Vitrine présentant des vêtements amérindiens traditionnels.

## Centre de recherche Donald C. et Elizabeth M. Dickinson
Le centre de recherche Donald C. et Elizabeth M. Dickinson (à l'origine connu sous le nom de bibliothèque de recherche de Western Americana) a ouvert ses portes le 26 juin 1965. Aujourd'hui, le centre sert de bibliothèque et d'archives au musée. Le centre est une bibliothèque fermée contenant des livres, des photographies, des histoires orales et des manuscrits axés sur la culture populaire occidentale, l'art occidental, l'élevage, les Amérindiens et le rodéo.